# Antoine Atger
Antoine Atger (ou Atgier), dit "La Valette", est un Camisard et prédicant inspiré, ayant participé à la Guerre des Cévennes.
Il est inscrit dans la liste des chefs camisard dressée par Elie Marion en 1710 sous le numéro 17, et dans la liste "de ceux qui avaient reçu le don de prédication dans les Cévennes" sous le numéro 34.

## Biographie
Il est né le 7 juin 1677 au lieu-dit Le Bosc, sur la commune de Saint Laurent de Trêves en Lozère, et mort après 1714. 
Sa maison natale, identifiée par une plaque, est encore visible aujourd'hui. 
Il est le fils de David Atger (ou Atgier) et de Marguerite Hours (ou Hourse, ou Ourse), qui eurent 8 enfants. Deux de ses frères, Claude et Pierre, luttèrent également pendant la Guerre des Cévennes. Claude émigra en Suisse, Pierre fut fusillé à Florac le 27 septembre 1704. Leur mère, Marguerite, sera elle emprisonnée à Carcassonne.  
Antoine grandit dans l'environnement tourmenté des guerres de religion en Cévennes, déclenchées par la révocation de l'Edit de Nantes, en 1685, qui entraine la privation de la liberté de culte pour les protestants. 
Il est déjà recherché à l'âge de 12 ans, accusé de "troubler la tranquillité du Païs" avec le chef camisard François Vivens. Une récompense de 50 pistoles est offerte pour sa capture ou sa livraison mort ou vif. Il sera plus tard un des chefs de la révolte.
Antoine Atger est désigné comme travailleur de la terre et peigneur de laine.
Il épouse à Genève Anne Dides (dite Didonne), une fameuse fanatique d'Auzillargues, paroisse de Saint André de Valborgne. Ils auront une fille, Anne-Marie, baptisée à Genève, au Temple de Saint Gervais le 5 janvier 1711 (sous le nom de "Anne-Marie Ager, fille de Antoine Ager et d'Anne Dides")

## Le prédicant inspiré
Dans ses mémoires, Elie Marion indique que début 1703, il reçoit un message de Dieu lui enjoignant d'aller rejoindre ses frères dans le désert. Il passe un mois et demi "avec Antoine Atgier surnommé La Valette, qui avoit le don de prédication" Ils officient ensemble lors des assemblées secrètes tenues dans les Hautes Cévennes.
Avant Pâques, qui tombe le 8 avril en 1703, Antoine Atger reçoit de l'Esprit l'ordre de distribuer la Cène. Il s'en déclare indigne, mais Marion lui affirme qu'il doit obéir. Aucun des deux ne sait comment faire, et ils demandent l'avis de personnes expérimentées. Antoine Atger présente le pain et le vin, tandis que Marion met la coupe entre les mains du peuple,.
Au mois de mai, Marion reçoit de l'Esprit l'avertissement d'une trahison visant à les faire arrêter, La Valette et lui, pour rétablir la tranquillité dans le pays. Grâce à cette prémonition, ils démasquent le traitre et le dissuadent de poursuivre ses agissements.
En février 1703, Louis XIV donne l'ordre à Jacques de Jullien de détruire toutes les maisons et villages des Camisards. C'est le grand brûlement des Cévennes. La Valette et Marion proposent à Rolland, Moulines et La Rose de se regrouper pour arrêter les incendiaires. Ils réunissent 600 hommes, mais La Valette et Moulines recevant une prémonition que leur entreprise est vouée à l'échec, ils y renoncent. 
Début 1704, La Valette partage le commandement des troupes avec Abraham Mazel et Elie Marion. Le 11 mai 1704, pour Pentecôte, La Valette officie devant 1000 personnes sur les ruines du Temple de Saumane, assisté par Marion.

## Les compagnons de La Valette

### Esprit Séguier
Pierre Séguier dit Esprit Séguier, du Magistavols, à Cassagnas, est un des plus célèbres protagonistes des guerres de religion en Cévennes.
Antoine Atger fut son compagnon de lutte, mais ils étaient également apparentés, l'épouse d'Esprit Séguier Anne étant une Atger.
Au sujet de la célèbre affaire de l'Abbé du Chayla, un des faits déclencheurs de la guerre, une partie des troupes menées par Esprit Séguier et Abraham Mazel se réunissent chez les Atger, au Bosc, avant d'engager leur action punitive.

### Elie Marion
Elie Marion était secrétaire et conservateur des archives de la troupe d'Antoine Atger. Antoine Atger accompagne Elie Marion lorsque, le 23 février 1705, ils reviennent clandestinement de leur exil à Genève.

## L'exil
Recherché et condamné à mort, Antoine Atger se rend aux autorités avec Thomas Valmalle dit "La Rose" en octobre 1704. 
Jean Cavalier a négocié avec le Maréchal de Villars l'amnistie et la possibilité d'intégrer l'armée ou de quitter la France pour les révoltés. Antoine Atger part donc pour Lausanne.
Il revient en France en mars 1705, ayant reçu avec Elie Marion la promesse d'aide et de soutien pour leur combat, et motivé par le fait que les conditions de leur capitulation n'avaient pas été respectées.
Il se rend à nouveau et retourne en Suisse à Genève avec Elie Marion en août 1705,. Il est pensionné comme officier de l'armée en août et septembre 1705, et est pris à Lausanne avant la tentative de débarquement au château d'Yvoire en Savoie pour se mettre sous les ordres de Cavalier, et banni des terres de Berne le 26 novembre 1705.
Il devient officier dans le régiment que Cavalier forma en Hollande en 1706. 
De retour en Suisse, il est emprisonné de 1710 à 1713. Il est libéré parce que le résident français refuse de continuer à payer ses frais d'emprisonnement. Il doit alors s'engager à se retirer en Hollande, et passe ensuite en Angleterre. Il est à Londres en janvier 1714 comme distilleur et marchand de liqueurs